# 新竹空襲
新竹空襲是第二次世界大戰期間日屬台灣新竹空軍基地首次遭受的盟軍空襲攻擊，發生於1943年11月25日。

## 背景
中日戰爭爆發之後，蘇聯航空志願隊和中華民國空軍第一大隊曾於1938年2月23日轟炸過臺北州松山庄飛行場，這也是當時日屬臺灣第一次遭到空襲，其後直至日本襲擊珍珠港前，臺灣島上制空權並無再受挑戰。
1943年3月，駐華美軍特遣隊擴編為第十四航空隊，在特遣隊時代以戰鬥機中隊為核心，轟炸機等戰術攻擊機種僅有一個中隊，擴編後增加數支大隊，戰術攻擊武力規模較有餘裕；因此除了中國大陸境內的制空與對地打擊外，其打擊圈開始外擴至東南沿海一帶偵查與遊獵。
1943年5月，英美首腦在華盛頓舉行三叉戟會議，會議討論主題包括了太平洋戰爭的後續大方向，英美首腦同意對日本的海線交通樞紐點臺灣島發動戰略攻擊是有實際意義的作為，這個構想後續交由第十四航空隊指揮官陳納德設計作戰計畫。對臺灣發動攻擊的最初計畫定案在1943年夏，在1943年秋季第十四航空軍預定獲得美國配發最新型的長距離制空戰機P-51B，因此轟炸機有足夠的掩護壓制遠程目標。
臺灣島雖然是日本南向的重要前進基地，但在1943年大部分空戰單位都派赴前線，後方實際防禦力相對空虛；除了海防要塞備有防空火炮，在1937年中日開戰後，日本才將1個戰鬥機中隊、2個高射炮營調動到臺灣強化空防，後來因日本在中國沿海一帶戰事屢戰皆捷，兵力深入中國內陸後，臺灣的空防戰力已並非優先事務，在太平洋戰爭開戰後，日軍將空戰主力調往東南亞與同盟國軍對戰，臺灣在很長一段時間成為訓練與中轉基地。至1943年時，日本陸軍在臺灣可戰備的航空單位僅駐紮飛行第54戰隊的一個中隊，該部隊在1943年9月因為前線戰力孔急將戰鬥機中隊調到印尼巨港，亦即當時日本在臺防衛主力主要是海軍航空隊負責，且大多數是訓練單位，極少戰鬥單位。
十四航空隊選定的海軍據點目標有三個：高雄港、台南飛行基地和新竹飛行基地。高雄港雖然為轉運重要據點，但除了有壽山要塞掩護、同時也是高雄警備府所在地，對空防禦較為周延；台南飛行基地附近有糖廠等軍需相關單位，但該機場為日本海軍航空隊在臺灣的主要據點，空中戰力較為充足，不易得手；最終十四航空隊選擇以防禦極為稀疏、且駐紮機種主要是對地攻擊機的新竹海軍航空隊所在地新竹飛行基地作為主要目標，攻擊第二順位則是高雄港。當時新竹基地主要任務是訓練日本訓練陸基攻擊機，配備了105架九六式陸上攻擊機，基地沒有常駐戰鬥機部隊、旁邊即為日本海軍第六燃料廠新竹支廠、且唯一的戒備來源是依靠大屯山上設置的超短波警戒雷達乙型，這款對空雷達沒有低空搜索能力，只要機隊掠海低空突襲就能得手。

## 作戰概要
1943年8月，位於中國江西省的遂川機場（砂子嶺機場）完工，國軍開始祕密地將駝峰航線得來的燃料及彈藥運入這座新開闢的前線機場，十四航空隊則對臺灣進行多次偵察任務，1943年11月開始偵得盟軍偵察機接連對新竹基地頻繁偵查。
此次距離任務，主要由第十四航空隊第23戰鬥大隊大隊長大衛·李·希爾上校擔任領隊，規劃攻擊主力為第11轟炸機中隊的8架B-25轟炸機、中美空軍混合團的6架B-25轟炸機，制空護航與掩護則由第23戰鬥機大隊派遣8架P-38G戰鬥機、8架P-51A戰鬥機負責。
11月3日，經由空照圖判讀，新竹飛行基地停放88架九六陸攻，決定發動作戰，但天候因素阻礙了行動；在11月24日偵照任務確定基地仍有81架九六陸攻，遂決定於第2天發動空襲，當天晚上十四航空隊的16架戰鬥機與14架轟炸機進駐遂川機場。11月25日上午9點30分，任務機陸續起飛，10點5分完成編隊朝目標飛行，僅有1架P-51A起飛後因機械故障取消任務，最終計有14架轟炸機、15架戰鬥機參戰，轟炸機上還隨行了時代雜誌的特派記者白修德。任務部隊以超低空飛行渡海，11月25日下午抵達臺灣新竹發起攻擊，由於雷達沒有偵查到來襲機群，因此新竹基地是在毫無警覺、未發警報的狀況下遭到突擊，也是本次空襲受創甚重的主因。
首波攻擊由P-38G領軍，隨後攻擊機群以300公尺高度進行低空掃蕩，B-25投擲大量60公斤反機場炸彈將整齊停放在機場中的陸上攻擊機狂轟濫炸，護衛的P-51A則實施游獵與對地掃射；新竹海軍航空隊持有的戰鬥機與教官雖然試著緊急升空驅離敵機，但是在沒有速度也沒有高度的情況下隨即遭到擊落，擊落日軍戰機的飛行員分別有大衛·希爾（擊落1架一式戰·隼二型）、約翰·斯圖爾特（擊落1架九七式戰鬥機）、羅伯特·科爾伯特（擊落1架九七式戰鬥機）。當時正在訓練中的九六陸攻也難逃遭擊落的命運，當時在機上接受訓練的飛行練習生大平幸男在戰後出版的回憶錄中記錄下這段親臨史事。
在對周遭空域及機場進行約3分鐘的奇襲後，攻擊機群隨即再以低空飛行揚長而去，機隊返回國府控制區前未遭到日軍追擊，在當天下午2時45分機隊陸續返回遂川機場。

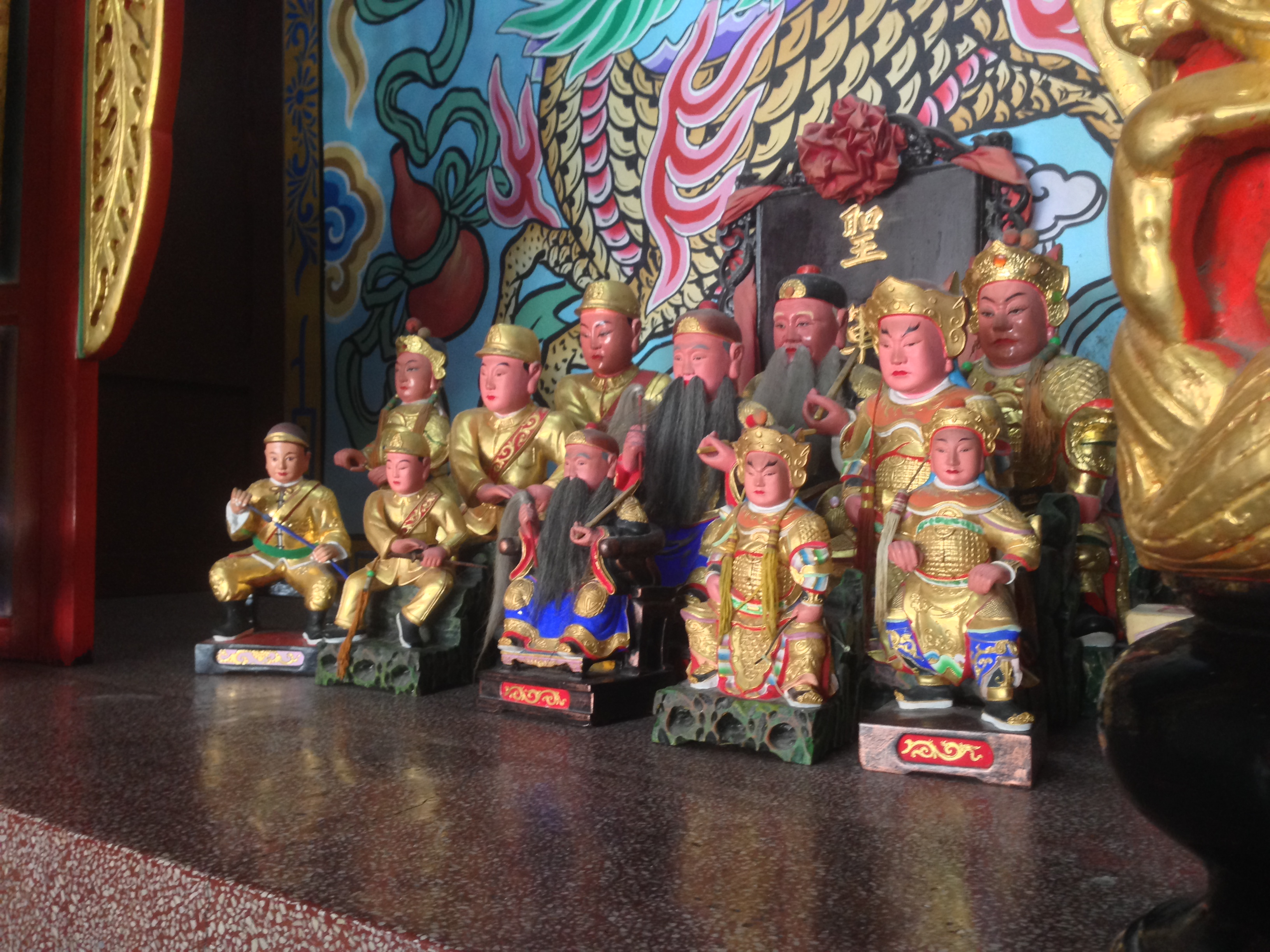
新竹代天府的聖軍堂供奉空襲陣亡日軍。

## 作戰結果
依攻擊機群觀測，盟軍判斷有37架-42架飛機在地面上遭到破壞，在空中則擊落14-15架，評估至少有50架以上日軍飛機在這場空襲遭擊墜或破壞，出擊機隊2架遭到防空火炮與破片等輕微受損；日本海軍的統計則聲稱2架戰鬥機、2架轟炸機在空中遭擊墜、13架轟炸機在地面遭到摧毀、受損飛機數量不明，並聲稱擊落3架美軍戰機，但顯然為錯誤戰報；日軍自稱25人戰死、20人受傷，但親臨者認為當時基地受創嚴重，損失遠大過此數字。新竹海軍航空隊則在1944年1月1日解散，未完訓的飛行員移編給其它飛行隊繼續訓練，會導致部隊撤編，實際毀損成果應超過日軍自稱損失。成功打擊新竹基地，可說是1939年10月漢口大空襲以來最成功的一次空軍行動。除了新竹海軍航空隊解散，高雄警備府指揮官山縣正鄉也被解任調職第四南遣艦隊司令官。
因為海軍戰力匱乏，日本本土緊急調派飛行第246戰隊（配發二式單座戰鬥機）與飛行司令部偵查機中隊赴臺，後續由獨立飛行第23中隊換防；十四航空軍在1943年秋以後開始利用江西省前線機場威脅日本海上交通線甚至是臺灣、海南島、菲律賓等地，日軍了解該基地的價值，在1943年12月起多度由第三飛行師團對遂川機場發動轟炸，直到1944年5月至少在機場周邊爆發8次大規模空戰，均無法癱瘓該機場；由於國府控制區的前線機場對日軍占領區造成相當程度的干擾，促成日本大本營參謀長杉山元命令參謀本部作戰科科長服部卓四郎策畫一場阻止盟軍繼續利用大陸基地破壞日本控制區的作戰，後續這個計畫成為大陸打通作戰（豫湘桂會戰）的基礎，以避免東南亞的海上運輸線甚至本土遭到空襲。
此次轟炸即是中美空軍混合團（飛虎隊）進行的最長程戰術攻擊行動，之後在1944年太平洋戰場推進順利，美國海軍發動台灣空戰，日本控制區海域不再安全；除了來自太平洋的威脅，1944年B-29轟炸機進駐四川，對敵後戰略轟炸任務不再由第十四航空隊負責，第十四航空隊回歸前線戰術支援任務；遂川機場則在1945年1月25日湘粵贛戰役時遭日軍佔領破壞。然而美軍在太平洋戰場占領島嶼並做為對日本本土戰略轟炸的基地，日軍在中國大陸發動的作戰無法阻止盟軍對日本戰略轟炸。

## 紀念
2013年11月24日中華民國空軍在新竹空軍基地舉辦了「華美混合團空襲日駐新竹基地70周年紀念活動」紀念這件事。